# 阿斯珀恩-埃斯灵之战
阿斯珀恩-埃斯灵之战（法语：Bataille d'Aspern-Essling）為第五次反法同盟主要戰役之一，发生于1809年5月21日至22日。拿破仑的军队在维也纳附近越过多瑙河，但在卡尔大公的领导下，法军和他们的盟友遭到奥地利军队的攻击并被赶回河对岸。这是法军在拿破仑的亲自指挥下第一次在重大战役中被击败，同时也是拿破仑本人十多年军旅生涯的第一次战败。卡尔大公的部队击退了法军，但却未能将其徹底擊潰。奥地利炮兵在战场上占主导地位，共发射了53,000发炮弹，而法国炮兵则发射了24,300发。

## 背景
為了報奧斯特里茨之戰的一箭之仇，奧地利養精蓄銳多年，與英國組成了第五次反法同盟，趁拿破崙深陷半島戰爭時，再次向法國宣戰，拿破崙聞訊迅速返回巴黎，調集萊茵邦聯盟軍，支援駐紮在德意志的貝爾蒂埃軍團。奧軍統帥是法蘭茲二世的弟弟卡爾大公，卡爾大公佯攻華沙公國與義大利王國以吸引法軍主力，並以主力進攻巴伐利亞，奧軍的攻勢比預期早了一周，拿破崙對此感到驚訝，但仍迅速進軍，期間更數度擊退奧軍，並向維也納進軍。當拿破仑試圖占领维也纳时，多瑙河上的桥梁已经被破坏，卡尔大公的军队在河左岸靠近科尔新堡的一座小山比桑贝格附近。法军此时想穿越多瑙河。5月13日，法军的第一次渡河行动被击退，法军损失了大约700人。多瑙河上的洛鲍，是将河流分成小河道的众多岛屿之一，被选为法军的下一个渡河点。经过周密的准备，5月19日至20日晚上，法军将右岸的所有航道桥接到洛鲍并占领了该岛。到20日晚上，许多法军士兵已经聚集在那里。多瑙河的最后一条河道，位于洛鲍和左岸之间，法军在那里搭好了桥梁。马塞纳的军立即越过左岸并击退了奥地利的前哨。拿破仑没有被蒂罗尔和波希米亚对他后方袭击的消息吓倒，而是将所有可用的部队送上桥梁，到21日黎明时分，25,000名法军士兵聚集在左岸广阔的马奇费尔德平原上，这也将成为瓦格拉姆之战的战场。
卡尔大公没有发起袭击来阻止法军渡河。他的意图是，一旦一支规模足够大的部队越过后，奥地利军队就在法国军队的其余部分前来援助之前发起袭击。拿破仑接受了这种攻击的风险，但他同时试图通过召集所有可用的部队到现场来将风险最小化。拿破仑在马奇费尔德的部队被集结在朝北的桥梁前，法军的左翼在阿斯珀恩，右翼在埃斯灵。这两个地方都靠近多瑙河，因此没有退路。事实上，阿斯珀恩位于其中一条河道的岸边。法军如此部署就不得不填补两个村庄之间的空隙，并且还要将阵线向前移动，为援军过桥留出空间。
奥地利方面，约翰·冯·希勒（第六军）、海因里希·冯·贝勒加德（第一军）和霍亨索伦-黑兴根亲王（第二军）率领的部队在阿斯珀恩会合，而罗森伯格王子的第四军将攻击埃斯灵。列支敦士登的约翰王子在奥军阵线中央，随时准备袭击试图攻击奥军先锋部队的法国骑兵。在21日，由于水流过于湍急，搭建的桥梁变得越来越不安全，但法军部队仍然继续整日整夜不间断地过桥。

## 战斗序列

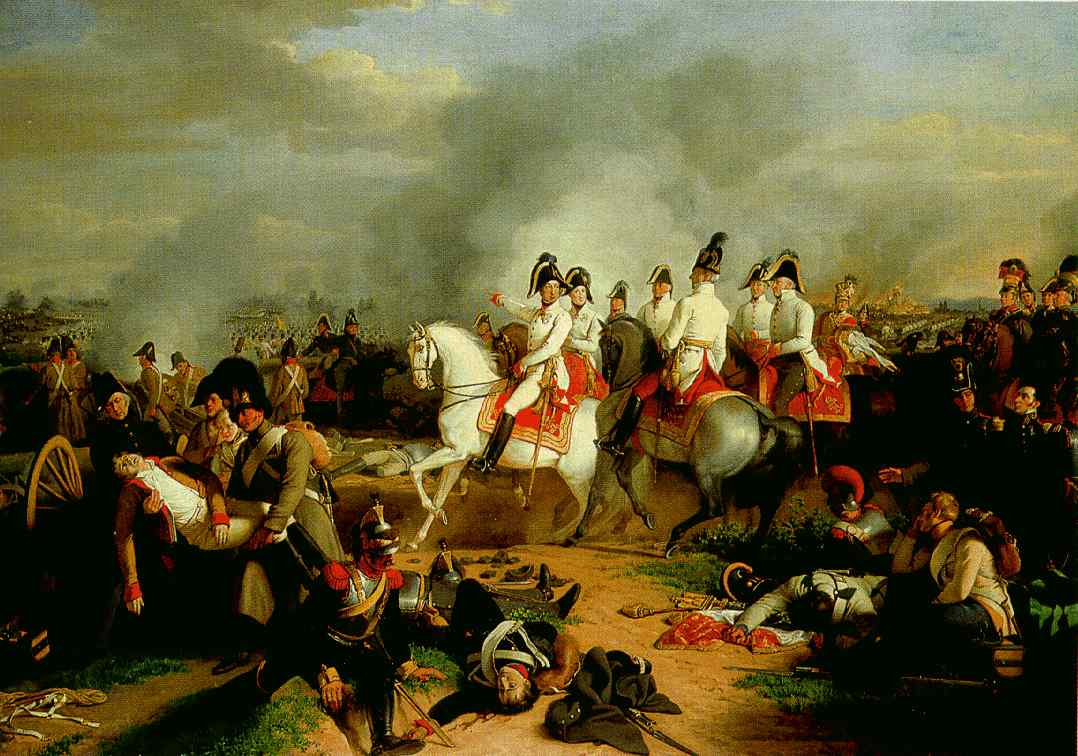
在阿斯珀恩的卡尔大公

奥地利大军，总司令卡尔大公：
- 第1纵队（第六军），军长冯·希勒中将，下辖：
  - 阿曼·冯·诺德曼将军的前卫部队
  - 科图林斯基将军的师
  - 卡尔·冯·文森特将军的师
- 第2纵队（第一军），军长贝勒加德中将，下辖：
  - 菲涅耳将军的师
  - 福格申将军的师
  - 乌尔姆将军的师
  - 诺茨将军的师
- 第3纵队（第二军），军长霍亨索伦-黑兴根亲王，下辖：
  - 前卫部队
  - 布雷迪将军的师
  - 韦伯将军的师
- 第4纵队（第四军），军长罗森伯格王子，下辖：
  - 约翰·冯·克勒瑙将军的师
  - 德多维奇将军的师
- 第5纵队（第四军的一部分），指挥官霍恩洛厄亲王，下辖：
  - 罗汉将军的先锋队
  - 霍恩洛厄亲王的师
- 后备部队，指挥官列支敦士登的约翰王子，下辖：
  - 黑森-洪堡伯爵的师
  - 米夏埃尔·冯·金迈尔将军的师
  - 林德瑙将军的掷弹兵师
  - 德·阿斯普尔将军的掷弹兵师

总计: 99,000人；84,000名步兵，14,250名骑兵，288门大炮
法兰西第一帝国德国军团，总司令拿破仑·波拿巴：
- 帝国卫队：
  - 让·巴蒂斯特·库里亚将军的近卫第一师（新兵）
  - 让-玛丽·多森将军的近卫第二师（老兵）
  - 让-多桑特·阿瑞吉将军的近卫第三师（骑兵）
- 第二军，军长拉纳元帅†：
  - 让·维克托·塔罗将军的师
  - 米歇尔·克拉帕雷德将军的师
  - 圣伊莱尔将军†的师
  - 德蒙特将军的预备师（未参战）
- 第四军，军长马塞纳元帅：
  - 克劳德·罗格朗将军的师
  - 克劳德·卡拉·圣西尔将军的师
  - 加布里埃尔·莫利托将军的师
  - 让·布代将军的师
  - 雅各布·马鲁拉兹将军的骑兵旅
  - 安托万·拉萨尔将军的骑兵师
- 骑兵预备队，指挥官贝西埃尔元帅：
  - 艾蒂安·南索蒂将军的骑兵师
  - 雷蒙德·圣叙尔比将军的骑兵师
  - 让·路易·伊斯班涅将军†的骑兵师

总计: 77,000人；67,000名步兵，10,000名骑兵，152门火炮

## 战斗

### 第一天

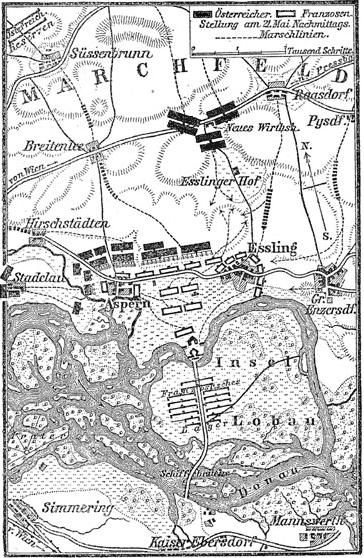
法军（白色）和奥军（黑色）的阵地

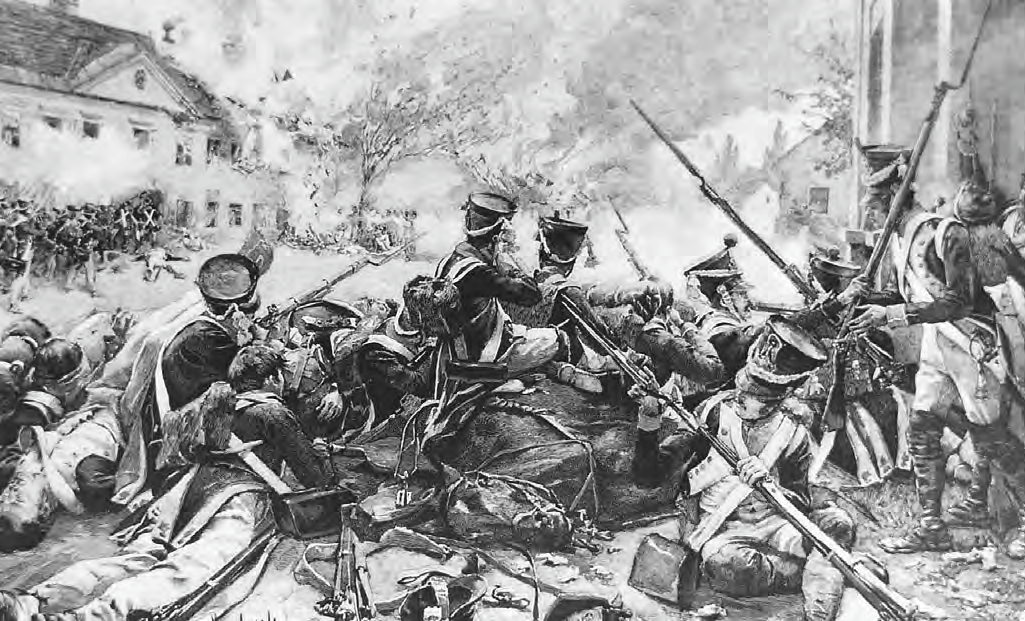
两军在埃斯林的街道上战斗。陷入困境的法国步兵与远处的奥地利军队交火

战斗从阿斯珀恩开始。冯·希勒将军的部队在第一次冲锋时占领了该地，但马塞纳的部队重新夺回了它，并以非凡的毅力坚守住了阵地。法国步兵表现出极大的顽强和英勇，这在当年早些时候的战斗中未能表现出来。然而，奥地利人也以凶猛和坚韧的方式作战，这让包括拿破仑本人在内的许多法军指挥官感到惊讶。
三个奥地利纵队的进攻只控制了阿斯珀恩的一半。夜幕降临时，阿斯珀恩的一部分仍然由马塞纳控制。与此同时，两个村庄之间和桥梁前的几乎所有法国步兵都被卷入了侧翼的战斗。因此，拿破仑为了转移注意力，派出由骑兵组成的中锋，向奥军的炮兵阵地发起冲锋，此前奥军的大炮排成一长列，向阿斯珀恩不断开火。法军骑兵的第一次冲锋被击退，但第二次由大量胸甲骑兵发起的冲锋成功击退了奥地利的炮兵。法军骑兵随后绕着霍亨索伦的步兵方阵，与列支敦士登的骑兵对抗，但法军骑兵最终没能突破奥军的防线，最终退回到了原来的位置。
与此同时，埃斯灵的战斗几乎和阿斯珀恩一样绝望。法军胸甲骑兵向罗森伯格部队的侧翼发起猛烈冲锋，并推迟了奥军的进攻。在埃斯林，让·拉纳与法军的一个师一直抵抗到晚上才结束战斗。法军和奥军各自在野外露营。在阿斯珀恩，法军和奥军在手枪射击的范围内互相攻击。拿破仑在一天的战斗结束时并没有气馁，而是重新部署每个可用的单位。整个晚上，越来越多的法国军队加入战场。

### 第二天

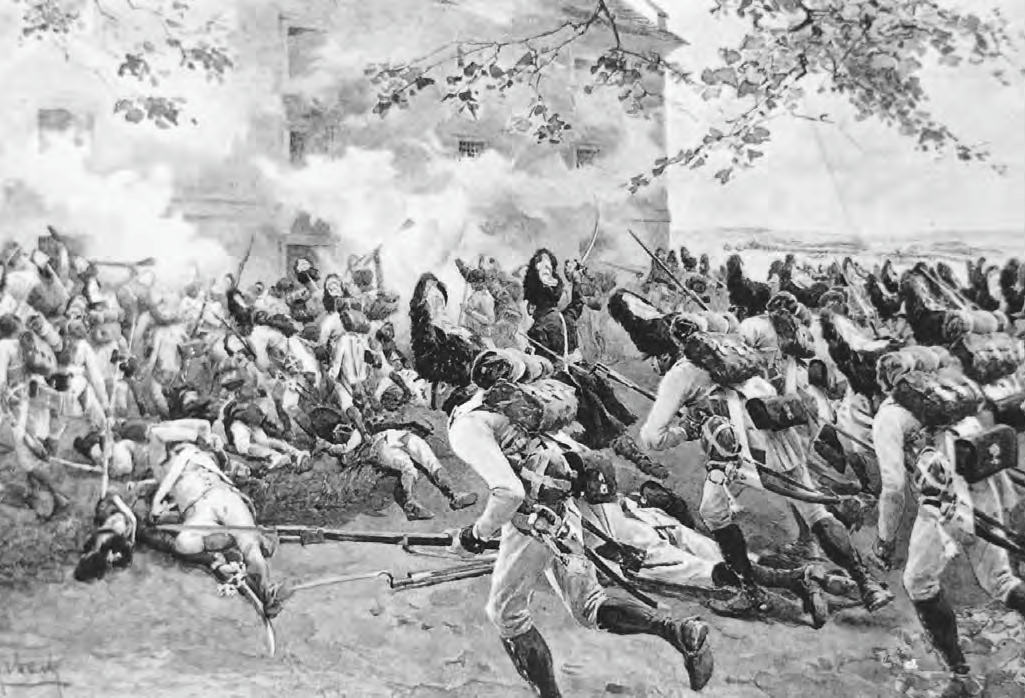
在激烈的战斗中，奥地利掷弹兵试图袭击埃斯灵的粮仓

22日凌晨，战斗重新开始。马塞纳迅速清除了攻入阿斯珀恩的奥地利士兵，但同时罗森伯格的奥地利步兵冲进了埃斯灵。然而，让·拉纳和圣伊莱尔的师合力将罗森伯格赶了出去。在阿斯珀恩，马塞纳的士兵被希勒和贝勒加德组织的反击赶走。
与此同时，拿破仑对奥地利阵线中心发动了进攻。整个法国中锋，包括让·拉纳的军团和骑兵预备队，全部向前推进。奥地利防线很快被突破，在罗森伯格的右翼和霍亨索伦的左翼之间，法国中队打出了一个缺口。当卡尔大公亲自手持战旗派出他最后的预备队时，法军几乎看到了胜利的曙光。但此时拉纳的进攻被抵挡，随着他被击退，法军进攻的动力消失了。阿斯珀恩迅速被奥军占领，在关键时刻，更严重的消息传到了拿破仑手中。多瑙河的桥梁被奥地利人顺流而下的重型驳船摧毁了。
得知消息后，拿破仑立即停止了进攻。埃斯灵此时再次遭到罗森伯格的袭击，而法军则再次将他赶了出去。罗森伯格随后将他的兵力集中在正在撤退中的法军。法军撤退的代价非常高昂，但拉纳的部队阻止了法军被赶入多瑙河。双方在彻底筋疲力尽后结束了战斗。

## 后果

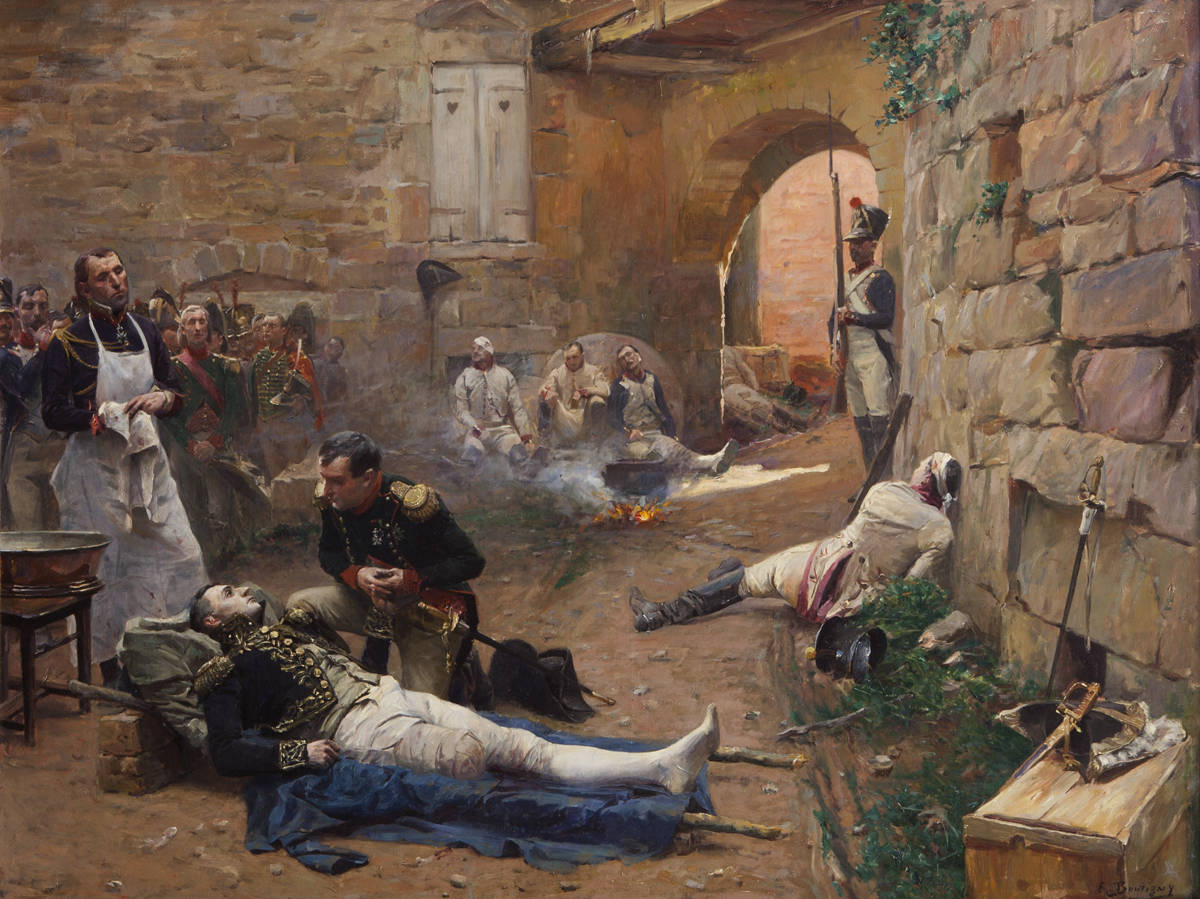
让·拉纳元帅在战斗中受了致命伤

最終法军撤回到洛鲍岛上。22日晚，最后一座桥修好，法军继续等待援军抵达洛鲍。法军于此役中损失了20,000多人，其中包括拿破仑的密友和法军最有才能的指挥官之一--让·拉纳元帅，后者在袭击约翰·冯·克勒瑙（Johann von Klenau）在阿斯珀恩的部队时被奥地利火炮发射的炮弹击中受了致命伤。拉纳下属的一位师长路易·文森特·圣伊莱尔将军也在战斗中身负致命伤；他的腿被奥地利人的炮弹炸断，雖然奥地利方面的伤亡数字与法军相近，但他们取得了十多年来对法军的第一次重大胜利。法軍此役的失敗主要歸咎於拿破崙的過度自信以及輕敵，因在卡爾大公的銳意改革下，奧地利軍隊已今非昔比，拿破崙嚴重低估了奧地利軍的戰鬥能力，情報更錯判了多瑙河對岸奧軍的兵力規模，在兵力居於劣勢時倉促地渡河向奧軍發起進攻，期間重要的浮橋更數次被奧軍截斷，戰鬥陷入膠著之時，亦未能獲得即時的增援，進而導致了失敗，所幸戰後的奧軍也同樣筋疲力竭，未能擴大戰果追擊撤退的法軍，但奥地利军队这次胜利既证明了自1800年和1805年一连串灾难性失败以来所取得的进步，也证明了幾乎戰無不勝的拿破仑仍有可能在战斗中被击败。 拿破崙此役戰敗後，他的對手自然不會放過機會:英國資助了大筆資金給奧地利，並準備登陸荷蘭；普魯士趁機中止戰爭賠款；教皇以侵犯教皇領為由宣布將拿破崙開除教籍，對此拿破崙自然不甘失敗，並準備重整旗鼓。一个月后，法军第二次尝试越过多瑙河，拿破仑在瓦格拉姆战役中付出高昂代价击败了奥地利人，取得了决定性的胜利。

## 脚注
1. ↑  Bodart 1908，第405頁.
2. 1 2 3 4  Gill 2016，第251頁.
3. ↑  Gill 2009，第129-133頁.
4. 1 2 3 4 5 6 7 8 9 10 11  Chisholm 1911，第767-768頁.
5. 1 2  Rothenberg 1995，第242-245頁.